# مورك (سميرم)
مورك هي قرية في مقاطعة سميرم، إيران. عدد سكان هذه القرية هو 1,080 في سنة 2006.